# Басыров, Гариф Шарипович
Гариф Шарипович Басыров (24 февраля 1944 года, Акмолинский лагерь жён изменников Родины, Казахская ССР — 23 февраля 2004 года, Москва) — русский и советский художник, график, член  Союза художников СССР с 1975 года, один из самобытных мастеров отечественной  станковой графики, журнальной иллюстрации, карикатуры и малой пластики последней трети XX века.

## Биография
Родился 24 февраля 1944 года в Посёлке № 26 «АЛЖИРа» — 17-го женского лагерного специального отделения Карлага, крупнейшего советского женского лагеря. Мать Гарифа была «чесеир» — членом семьи изменника родины и отбывала срок за первого мужа, харьковского железнодорожного руководителя, погибшего во время репрессий 1937 года. С будущим отцом Гарифа татарином Басыровым, тоже заключённым, она сошлась в лагерной жизни, но родившегося ребёнка записала по национальности башкиром, опасаясь нежелательных для судьбы сына возможных связей с крымскими татарами, в мае 1944 года подвергнутых депортации. Первые годы жизни Гарифа прошли в специальном лагерном бараке для детей заключённых, где матери могли находиться с ними после работы. В 3-летнем возрасте таких детей передавали в детские дома, но Басыровым удалось освободиться из заключения в 1947 году, Гариф остался в семье, и затем они втроём уехали на Украину. Басыровы осели в Запорожье, родители вскоре развелись. Мать Гарифа умерла в 1968 году, не дождавшись реабилитации, отец был реабилитирован и восстановлен в партии во второй половине 1980-х.
Первые шаги к будущей профессии художника Гариф Басыров сделал в школьном изокружке и к 14-ти годам проявил немалые способности: весной 1958 года его рисунки на чапаевские темы были отмечены I премией на слёте пионерии Украины, и в том же году он поступает в Московскую среднюю художественную школу (МСХШ) при Институте им. Сурикова, которую заканчивает в 1963 году. По окончании МСХШ Басыров поступил на  художественный факультет ВГИК, окончил его в 1968 году, однако свою профессиональную деятельность связал не с кино, а с иллюстративной и станковой графикой.
С 1969 года Басыров участвовал в московских, республиканских и всесоюзных выставках, в 1975 году был принят в Союз художников СССР, в секцию графики. В 1983 году в выставочном зале МОСХа на ул. Вавилова, 65, была впервые показана монографическая экспозиция графики Гарифа Басырова, совместно с работами Леонида Берлина, Клима Сапегина и Давида Штеренберга. Первая его персональная выставка состоялась в декабре—январе 1989—1990 гг. в Цюрихе, в галерее «Ost—West», первая отечественная ретроспективная выставка, представившая около 400 произведений Басырова, прошла в феврале 1992 года в Центральном доме художника (каталог издан в 1991 году).
В 1990-е годы выставки Басырова устраивались в Третьяковской галерее (1993; 100 работ из новой серии «Несущественное»), в Музее Востока (1994), а также в ряде отечественных и зарубежных галерей.
Художник скоропостижно скончался 23 февраля 2004 года, накануне своего 60-летия. Посмертная выставка работ Гарифа Басырова была показана Третьяковской галереей в апреле—августе 2004 года.
Жена: Инна Оскаровна Литвин (р. 1941), художник-постановщик фильмов, член Союза художников СССР с 1976 г.

## Станковая графика
Творческое лицо Гарифа Басырова определяют его работы в станковой графике, оно сформировалось к концу 1970-х годов и стало отчетливо узнаваемым в 1980-е годы. Возможно, слишком узнаваемым, так как к началу 1990-х даже ценителям стиля Басырова приходилось отмечать: «Его листы — это единая песня в течение многих лет. Правда, можно слышать опасения, что он нашёл один приём и не сходит с него, впадая в однообразие». В станковой графике Гариф Басыров годами варьировал одни и те же мотивы, работал тематически и стилистически близкими сериями, хотя в 1970-х годах тематика его серий была более многообразна: «В нашем микрорайоне», «Горожане за городом», «Времена года», «Персонажи», «Портреты», «Спящие», «Посетители мастерской», «Диалоги», «В пути», «Спорт» и другие. В 1980-е годы тематический круг серий Басырова сужается: он продолжает разрабатывать серии «Спорт», «Диалоги», «Спящие», создаёт новые — «Долгое лето», «Космос», «Ветер», «Архаика», но центром его творчества становится серия «Обитаемые пейзажи».

 «Что же такое «Обитаемые пейзажи» Гарифа Басырова? Интересно уже название серии, содержащее в себе некую едва уловимую и потому невольно тревожащую парадоксальность. С одной стороны, название серии вроде бы определяет её жанровую принадлежность, и не более: человек в природном окружении. И в то же время… Кто обитает в этих пейзажах? Сельский человек живёт среди природы. Но природу как пейзаж, то есть нечто от себя отстранённое, воспринимает только горожанин. Однако горожанин живёт в городе, который является средой его обитания. Именно здесь и заключены парадокс названия, больше того — самой темы, и вместе с тем её неожиданность и глубина: перед нами природа, отчуждённая от человека (ведь она — всего лишь пейзаж) и тем не менее превращённая в среду его обитания. Иными словами, некое достаточно странное образование». — Из статьи Инны Вельчинской «Графика Гарифа Басырова» в каталоге выставки (1991).
В 1990-е годы происходит существенный сдвиг в творчестве Басырова: художник отходит почти от всех своих прежних, узнаваемых «басыровских тем», «страдающих порой той умозрительностью замысла, что лишала их подлинной глубины». Новое графическое кредо Гарифа Басырова реализуется в серии «Несущественное», в которой происходит его отход от предметной фигуративности к абстрактным композициям.

## Иллюстративная графика в журнале «Химия и жизнь»
Если в станковой графике художник мог воплощать свои наиболее значительные творческие замыслы, то иллюстративная графика давала ему заработок. С 1975 по 1990 год Гариф Басыров активно сотрудничал с журналом «Химия и жизнь», иллюстрируя, наряду с сугубо отраслевыми материалами, статьи и очерки широкой научно-популярной тематики, фантастические рассказы. Художественный язык Басырова-иллюстратора наглядно демонстрирует подборка его работ, собранная искусствоведом В. Мейландом в подшивках «Химии и жизни»: к рассказу Г. К. Честертона «Деревянный меч» (1978, № 7, с. 88), к рассказу Ю. В. Чайковского «Кошмар Дженкина» (1978, № 12, с. 108), к статье Г. К. Уманского «Презумпция невиновности вирусов» (1979, № 5, с. 76), к статье А. П. Марьина «Хитин» (1979, № 11, с. 41), к сказке М. Кривича и О. Ольгина «В который раз про любовь» (1981, № 4, с. 88), к статье Ю. А. Жданова «И теория, и миф» (1985, № 5, с. 76), к статье Л. Н. Русяевой «Чайный гриб» (1986, № 9, с. 49), к статье В. И. Артамонова «Через прошлое в будущее» (1986, № 11, с. 41).

## Работа в жанре карикатуры
С 1981 года Басыров, расширяя круг своих творческих и профессиональных задач, начал активно работать и как художник-карикатурист. В том же году он получает I приз на III международном конкурсе карикатуры в Токио и почётный диплом II биеннале «Юмор в искусстве» в Толентино, Италия. В последующие годы иронические карикатуры Басырова получали множество наград на различных международных конкурсах. Среди них: II приз на биеннале юмора и сатиры в Габрово в 1983 и 1985 годах, почётный диплом и отличие жюри на I конкурсе карикатуры в Стамбуле (1983), приз «Серебряный финик» на фестивале юмора в Бордигере (1983) и приз «За наиболее значительное произведение» в Тренто (1984), оба в Италии; специальный приз в Скопье, Югославия (1987), I приз «Золотая шляпа» в Кнокке-Хейсте, Бельгия (1988), специальная похвала жюри в Мельбурне (1990).

## Малая пластика
К середине 1990-х творческий поиск Гарифа Басырова в формах полуабстрактного и абстрактного искусства воплотился не только в графике. В 1995 году художник создал в технике бриколажа серию объектов малой пластики «Инкубусы» (от латинского слова incubus, не вполне точно переводимого Басыровым как «кошмар», см. Инкуб); в том же году он показал их на выставке в галерее «Манеж» в совместном проекте с прозаиком Сергеем Бардиным.
Серия этих объектов-бриколажей показана единой экспозицией на выставке «Другое измерение» в залах Мультимедиа-арт-музея, 26 апреля – 7 сентября 2025 г.).

 «…Когда стали валить старый забор дачи, Басыров собрал гнилые крашеные довоенные столбы и доски. Потом позвонил и предложил идею выставки — сильную, как синопсис голливудского фильма. Берем много ящиков с песком. Ставим в песок старые деревянные столбы с прибитыми на них кусками шестеренок, поломанными головами кукол, ручками от чашек и прочим мусором. Это будет археология баснословных времен, когда не будет уже археологии и песок пустынь занесет землю». — Из посмертных воспоминаний Сергея Бардина о Гарифе Басырове. Некролог в «Известиях» 24 февраля 2004 года.

## Наследие
Произведения Гарифа Басырова хранятся в собраниях многих отечественных музеев, часть из них представлена в Государственном каталоге Музейного фонда Российской Федерации:

### Из серии «Ветер»
Лист 2 (1988), Нижнетагильский музей изобразительных искусств
Лист 4 (1988), ГМИИ им. А. С. Пушкина
Лист 5 (1988), ГМИИ им. А. С. Пушкина

### Из серии «Космос»
Лист 1 (1983), ГМИИ им. А. С. Пушкина
Лист 3 (1983), ГМИИ им. А. С. Пушкина
Лист 4 (1983), Ульяновский областной художественный музей
Лист 6 (1983), ГМИИ им. А. С. Пушкина

### Из серии «Обитаемые пейзажи»
Читающий человек. Лист 11 (1981), Ульяновский областной художественный музей
Миниатюра (1986), Ярославский художественный музей
Сушка одежды (1988), ГМИИ им. А. С. Пушкина
Люди в поле (1988), ГМИИ им. А. С. Пушкина
Фигуры на песке (1989), Тульский областной художественный музей
Икар (1989), Тульский областной художественный музей
Воробьиный куст (1990), ГМИИ им. А. С. Пушкина
Сон (1990), Ярославский художественный музей
Землекоп (1991), Московский музей современного искусства
Облака (1991), ГМИИ им. А. С. Пушкина

### Из серии «Несущественное»
Лист 19 (1991), ГМИИ им. А. С. Пушкина
Лист 156 (1992), Курская государственная картинная галерея
Лист 160 (1992), Ярославский художественный музей
Лист 170 (1992), Ярославский художественный музей
Лист 185 (1992), Курская государственная картинная галерея
Лист 197 (1993), Тульский областной художественный музей
Лист 209 (1993), Тульский областной художественный музей
Лист 312 (1995), Тульский областной художественный музей
Лист 436 (1997), Калининградский областной музей изобразительных искусств
Лист 467 (Recycle Art) (1998), Новосибирский государственный художественный музей

### Из других серий
Весна. Из серии «Наш микрорайон» (1976), Екатеринбургский музей изобразительных искусств
Иллюстрация к повести Н. В. Гоголя «Портрет» (1977—78), Государственный музей А.С. Пушкина
Красная книга. Из серии «Опасность» (1983), Сочинский художественный музей им. Д. Д. Жилинского
Сюжет 2 по мотивам произведений А. Кима (1984), Ульяновский областной художественный музей
Лист 1 из серии «Диалоги» (1986), ГМИИ им. А. С. Пушкина
Лист 2 из серии «Люди с грузом» (1986), ГМИИ им. А. С. Пушкина
Из серии «Нарцисс» (1986), ГМИИ им. А. С. Пушкина
Лист 8 из серии «Спящие» (1987), ГМИИ им. А. С. Пушкина
Лист 2 из серии «Архаика» (1989), Ярославский художественный музей
Гость. Из серии «Интерьер» (1991), Ярославский художественный музей